# Eivind Aarset
Eivind Aarset (ur. 23 marca 1961) – norweski nowatorski muzyk jazzowy, nawiązujący do undergroundu, czerpiący z muzyki elektronicznej. 
Osoby z którymi współpracował, głównie jako muzyk sesyjny to m.in. Ray Charles, Dee Dee Bridgewater, Ute Lemper, Ketil Bjørnstad, Mike Mainieri, Arild Andersen, Abraham Laboriel, Dhafer Youssef, Bugge Wesseltoft czy Django Bates. 
Współpracuje ściśle z trębaczem i kompozytorem Nilsem Petterem Molvaerem. Jego kariera, także solowa rozpoczęła się dzięki współpracy z norweską wytwórnią Bugge Wesseltofta Jazzland Records.
Swoje korzenie określa głęboko w muzyce rockowej (Hendrix, Pink Floyd, Santana, Deep Purple czy Black Sabbath) i w jazzie (Miles Davis, Mahavishnu Orchestra, Weather Report czy Return to Forever). Spore znaczenie miała dla niego także twórczość takich muzyków, jak Brian Eno, Jon Hassell, Michael Brook czy David Byrne.
Duży wpływ na podejście do roli gitary w jego muzyce miała współpraca z Bugge Wesseltoftem. Decydującą była jednak dla Aarseta współpraca z Molvaerem nad albumem Khmer: 
W wywiadzie z Piotrem Nowickim dla fusion.pl powiedział o Molvaerze:

Jest z pewnością ważnym, może jednym z najważniejszych muzyków dla mnie z wielu powodów. Mam na myśli to, że jest mocnym, wyrazistym solistą, co zawsze inspiruje do słuchania. Również gdy byłem członkiem jego zespołu był bardzo wspaniałomyślny od strony muzycznej - mam na myśli to, że pozwalał wnosić do swej muzyki nie tylko melodie, ale osobowość. Jest wspaniałomyślny jako lider również w innych sprawach. Dobierał ludzi pod względem tego jak brzmią, a nie po to by zapełnili miejsca gitarzysty czy DJ-a w zespole. Dał mi wiele możliwości odkrycia nowych rzeczy jeśli chodzi o grę choćby dlatego, że w momencie gdy zaczęliśmy pracować razem, brzmienie i rola gitary w jego grupie nie były jeszcze ustalone więc pracowaliśmy nad brzmieniem gitary w tym zespole razem.

Eivind Aarset w czasie swoich koncertów wykonuje swoje utwory w zupełnie inny, niż na płycie sposób. Melodyczne frazy z charakterystycznym groovem sekcji rytmicznej stały się częścią stylu Aarseta. 
Muzyk znany jest też ze stosowanie dużej liczby efektów gitarowych, tak w studio jak podczas koncertów.

## Dyskografia
albumy studyjne
- Électronique Noire (1998, Jazzland)
- Light Extracts (2001, Jazzland)
- Connected (2004, Jazzland)
- Sonix Codex (2007, Jazzland)
- Dream Logic (2012, ECM)

albumy live
- Live Extracts (2010, Jazzland)

## Sprzęt
Eivind Aarset używa przede wszystkim: 

### Gitary
- Jan Braahten (lutnicza) z przystawkami Knuta Mirballa
- Hiszpański Recor
- Półakustyczny Hofner
- Gitara bezprogowa (marka nie została wymieniona).

### Wzmacniacze
- Fender Princeton (głównie do nagrań)
- Bad Cat (jak powyżej)
- Vox (przede wszystkim na koncertach)
- Marshall (czasem)

### Efekty
- Boss DD-5
- Boss FV-500
- Eventide Eclipse (dwa pozostałe zostały mu skradzione)
- Prescription Electronic Fuzz - Experienze
- TC Electronic Sustainer
- Roger Mayer Voodoo Vibe
- Electro Harmonix Micro Synth
- T-Rex distortion
- EBow

Pracuje obecnie również nad połączeniem swoich efektów z laptopem (Apple) i sterowaniem wszystkim na podstawie komend midi.

### Pozostały sprzęt używany przez Aarseta
- Boss EV-5 Expression
- Boss FV-500 Volume and Expression
- Boss DD5 Digital Delay
- Boss DD3 Digital Delay
- Line6 DL4 Digital Delay
- Boss SD1 Super Over Drive
- T-Rex Mudhoney Fuzz Distortion
- Roland GR-(50?)
- JB Guitar (Jan Braahten, Stratocaster type)
- Palmer DI Box (PDI-02?)
- Eventide Eclipse
- Eventide H 3500 (skradzione)
- Electrix Repeater
- Electro-Harmonix Micro Synth
- Moog ring Mod
- Roger Meyer Voodoo-Vib
- TC Electronics Sustain & Equaliser
- Vox Amp
- Custom audio preamp
- Eventide harmonizer
- Alesis Quadraverb
- Ernie Ball volumepedal
- Colorsound wah wah
- Mesa Boogie
- Macintosh Quadra 950
- Pro Tools
- Sample Cell hardware
- Logic Audio
- Sample Cell software
- Marshall speakers
- Shure SM 57 Mics
- Bogner combo
- Neumann Mic
- Mixer
- Ebow